# Kelurahan Ngadirejo (administrativ by i Indonesien, Jawa Tengah, lat -7,96, long 110,87)
Kelurahan Ngadirejo är en administrativ by i Indonesien.   Den ligger i provinsen Jawa Tengah, i den västra delen av landet, 500 km öster om huvudstaden Jakarta. Kelurahan Ngadirejo ligger vid sjön Waduk Serbaguna Gajahmungkur.